# 5
Het jaar 5 is het vijfde jaar in de 1e eeuw volgens de christelijke jaartelling.

## Gebeurtenissen

### Italië
- De Germaanse stammen de Chatten en Cimbren sturen een gezantschap naar Rome.
- Germanicus Julius Caesar trouwt met zijn nicht Agrippina de Oudere, een kleindochter van keizer Augustus.

### Europa
- Tiberius Julius Caesar voert een veldtocht in Germanië en onderwerpt de Longobarden ten westen van de Elbe. Hij stationeert bij Vindobona (huidige Wenen) een Romeinse vloot, deze houdt toezicht op de Donau en controleert de handelstransporten.

### Nederlanden
- De Romeinen stichtten in de Lage Landen het Castellum Fectio (huidige Vechten). Het Romeinse legerkamp maakt deel uit van de Rijngrens (Limes).
- Romeinen stichten eerste stad Noviomagus (Nijmegen) met een forum, circus en stenen woningen. De stad groeit uit tot ongeveer 6000 inwoners.

## Geboren
- Julia Drusi Caesaris, dochter van Drusus Claudius Nero (overleden 43)

## Overleden
- Gaius Asinius Pollio (81), Romeins consul en veldheer